# Beaver Passage
De Beaver Passage is een zeestraat in het westen van Brits-Columbia in Canada.

## Geografie
De zeestraat heeft een lengte van ongeveer 12 kilometer en ligt tussen Spicer Island en South Spicer Island in het noordwesten en McCauley Island in het zuidoosten. In het zuidwesten mondt de zeestraat via de Browning Entrance uit in de Hecate Strait, in het noorden staat ze in verbinding met het noordwestwaarts gaande Kitkatla Channel, het noordwaarts gaande Ogden Channel en de oostwaarts gaande Petrel Channel.
Het waterlichaam ligt in de mariene ecoregio Noord-Amerikaans Pacifisch Fjordland.